# 梁祝小提琴协奏曲
《梁山伯與祝英台小提琴协奏曲》（英語：The Butterfly Lovers Violin Concerto），常简称为《梁祝小提琴协奏曲》或《梁祝》，是由中国上海音乐学院学生何占豪和陈钢以越剧《梁山伯與祝英台》为基础創作的小提琴协奏曲，何占豪提供主旋律、陈鋼编曲配器、俞丽拿修订并首演。

## 简介
1958年，为迎接国庆十周年，上海音乐学院在时任党委书记孟波的倡议下组建了“中国小提琴民族学派实验小组”，希望将西洋乐器与中国传统地方戏曲文艺结合。绍兴土戏与越剧世家出身的何占豪24岁考入上海音乐学院小提琴专业到《梁祝》的诞生只有一年。实际上，在《梁祝》之前，何占豪已经自己根据越剧曲调写了一个弦乐四重奏《梁祝》，但只在上音校内引起了一定反响。直到来自西洋音乐世家的作曲系学长陈钢参与何占豪组织的“中国小提琴民族学派实验小组”，接触到《梁祝》旋律后，陈钢意识到这是一座源于民间艺术的“超级富矿”，全身心地投入编曲创作。到了1959年5月4日，从确定主题开始不到半年，《梁祝》的创作即告结束。1959年5月27日在兰心大戏院进行首演，小提琴独奏为上海音乐学院学生俞丽拿。首演一举征服所有观众，不得不全曲返场，当日就成为重大新闻。同年巫漪丽改编成钢琴伴奏曲并成为首演者。1960年，中国在莫斯科举行国庆11周年音乐会，也是中国首次海外中国交响音乐作品专场，《梁祝》是重头曲目。诞生仅一年，《梁祝》就确立了中国文化代表作的地位。时至今日，《梁祝》已经全方位覆盖了中国社会，上至国家级音乐会、下到小学生音乐课，乃至音乐贺卡和街头宣传车的背景伴奏，《梁祝》的旋律几乎无所不在，覆盖了所有阶层和地区。《梁祝》是一部传统与现代交织、高雅艺术和民间戏曲共生、中西文化结合的作品。 “中国小提琴民族学派实验小组”的何占豪和丁芷诺还是《二泉映月》从单纯地民族二胡器乐转为现代音乐的最早的改编者和演奏者。

## 樂曲段落和结构
1. 呈示部
  1. 引子：寫景及愛情主题
  2. 主部：草橋結拜及主題再現
  3. 連接部：自由華彩
  4. 副部：同窗共硯及共讀共玩
  5. 結束部：十八相送及长亭惜別
2. 發展部
  1. 英台抗婚
  2. 楼台相会
  3. 山伯临终及禱墓投坟
3. 再现部
  1. 化蝶及尾声[4][5][6]

## 结构

### 配器[7]
- 獨奏小提琴

| - 木管樂器 - 長笛：2 - 雙簧管：2 - A調單簧管：2 - 低音管：2 | - 銅管樂器 - 法國號：4 - 小號：2 - 長號：3 | - 打擊樂器 - 定音鼓 - 鼓板 - 鈸 - 鑼 | - 撥弦樂器 - 豎琴 | - 鍵盤樂器 - 鋼琴 | - 弦樂器 |

## 著名演出
- 俞丽拿，上海交响乐团协奏（中唱上海），樊承武指挥。1959年在上海兰心大剧院的首演。
- 鲍里斯·戈尔史坦（英语：Boris Goldstein），前苏联全苏广播交响乐团与合唱队，曹鹏指挥。1960年在莫斯科工会大厦圆柱音乐厅的首次海外公演。
- 沈榕，上海音乐学院管弦乐队，樊承武指挥，1961年录音1977年再版。该版由中国唱片公司首先发行，1977年再版，同年香港艺声唱片发行。1990年香港雨果唱片公司出版CD唱片。2009年中国唱片公司和香港百利唱片公司分别再次出版该版本的CD唱片。
- 劉元生獨奏，香港交響樂團(香港管弦樂團前身)協奏，張永壽指揮，樂譜經指揮改編。1969年由香港風行唱片公司出版。
- 林克昌獨奏，香港交響樂團(香港管弦樂團前身)協奏，林克昌指揮。1971年由香港樂城唱片公司出版，1972年香港樂城唱片公司授權日本Nippon Columbia公司發行。
- 西崎崇子，名古屋爱乐交响乐团，林克昌指揮，1986年
- 西崎崇子，捷克廣播交響樂團，甄健豪指揮，1992年，西曼國際MarcoPolo德國壓片。
- 俞麗拿，英國廣播音樂會管弦樂團，李堅指揮，1996年。
- 顧格宇(梁祝60週年演出)，2019年8月4日北京中關村二小五年級學生，年僅11歲的顧格宇與北京新樂交響樂團合作，在北京中國國家圖書館音樂廳傾情演繹《梁祝》[8]；
- 呂思清，鄭慧(梁祝60週年演出)（小提琴鋼琴二重奏版），2019年，香港大會堂（香港首演）[9]
- 黃蒙拉(俞麗拿學生)：2020年01月23日，呂天貽指揮，芬蘭圖爾庫愛樂樂團協奏，芬蘭首演；
- 周深，理查·克萊德曼（法国），沈阳交响乐团，夏小汤指挥，2024年央视中秋晚会，庆祝中法建交60周年的节目[10]
- 诹访內晶子，上海交响乐团
- 盛中国，中央乐团
- 吕思清，上海交响乐团
- 孔朝晖，中国中央交响乐团
- 薛伟，俄罗斯爱乐管弦乐团
- 巫漪丽（钢琴版），为首位《梁祝》钢琴改编者及演奏者
- 潘寅林，施雯（钢琴伴奏版）
- 交响双钢琴组（双钢琴版）
- 吉尔·沙汉姆，新加坡交响乐团
- 約夏·貝爾，新加坡華樂團
- 蔡珂宜，新加坡交响乐团
- 竇君怡，中国中央交响乐团
- 薛志璋，高雄市交響樂團，鄭立彬指揮

## 改编版本
- 小提琴獨奏，钢琴伴奏（陈钢改编）
- 钢琴（巫漪丽改编）
- 双钢琴（陈钢改编）
- 高胡、二胡、中胡等胡琴家族
- 琵琶
- 現代笙協奏曲（馮海雲改编）：將原本是小提琴和大提琴的對奏旋律改以現代笙複調演奏，增添感染力。
- 笛子
- 柳琴
- 古箏
- 人聲

（管弦樂團、交響樂團、民樂團、揚琴、钢琴協奏或伴奏）
- 鋸琴獨奏
- 口琴獨奏
- 吉他協奏曲[11]

## 其它
- 梁祝小提琴协奏曲是中國第一顆探月衛星嫦娥一號30首太空播放曲目之一[12]。
- 香港填詞人鄭國江曾將此曲填上粵語歌詞為歌曲《恨綿綿》，由歌手關正傑演唱。[13]
- 陈百强《偏偏喜欢你》的主歌旋律引用了梁祝小提琴部分旋律。
- 佛教歌曲《觀音行願曲》為此曲的填詞。